# Движение против ликвидации государства Саравак

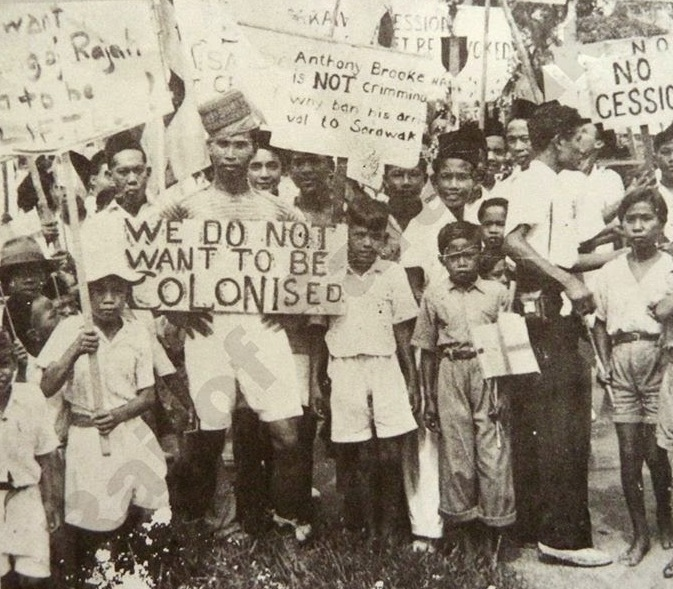
Демонстрация противников ликвидации

Движение против ликвидации государства Саравак (малайск. Gerakan Anti-Penyerahan Sarawak) — движение протеста против преобразования находящегося под британским протекторатом королевства Саравак, управляемого белыми раджами, в коронную колонию Великобританию, которое длилось с 1 июля 1946 года по март 1950 года.
В сентябре 1941 года в Кучинге было торжественно отпраздновано столетие власти династии Бруков в Сараваке. Была издана «конституция», которая в туманных выражениях намекала на возможность получения в будущем «коренным населением» самоуправления. Однако после Второй мировой войны правивший Сараваком Чарльз Вайнер Брук отказал в праве наследования своему племяннику Энтони Бруку и решил передать Саравак британской короне. Перед тем, как принять такой дар, британские власти не проводили консультаций с местными жителями, и провозглашение Саравака 1 июля 1946 года коронной колонией было поддержано в основном британскими официальными лицами и жителями, не относящимися к коренному населению Саравака.
Лидерами движения протеста стали Абанг Хаджи Абдиллах и Хаджи Мохаммад Кассим, их поддержали многие местные ассоциации. Было отправлено письмо в Лондон в Министерство по делам колоний, во всех деревнях Саравака появились плакаты с протестами против поглощения Саравака Великобританией, начались демонстрации. Когда британские власти обнаружили, что многие члены движения протеста являются работниками гражданской службы, то был издан «Циркуляр № 9» от 31 декабря 1946 года, предупреждавший работников, что им запрещено участвовать в политической деятельности под угрозой увольнения. 2 апреля 1947 года 338 работников гражданской службы (в основном учителей) выступили с протестом против этого циркуляра, что привело к закрытию 22 школ. Крупнейшая демонстрация протеста прошла 1 июля 1947 года, когда был назначен первый британский губернатор Саравака — сэр Чарлз Арден-Кларк, бывший комиссар-резидент Бечуаналенда.
Стараясь положить конец протестному движению, британское правительство попыталось внести раскол между малайцами и даяками. Также оно стало пропагандировать точку зрения, гласящую, что переход Саравака под британское управление должен улучшить жизнь малайцев, и создало Ассоциацию молодых малайцев, которая должна была поддерживать колонизацию Саравака. В члены Ассоциации насильно зачислялись участники протестов — в случае сопротивления им угрожали, что их детям будет запрещено учиться в школах и поступать на работу в гражданскую службу. Эти меры, а также психологическое давление, привели к тому, что начиная с декабря 1947 года движение протеста пошло на убыль.
13 членов Ассоциации молодых малайцев из Сибу создали радикальную подпольную организацию «13 столпов», целью которой являлось устранение британских и малайских служащих, поддерживающих британское правление в Сараваке. Членами организации был убит второй британский губернатор Саравака Дункан Стюарт, когда он 3 декабря 1949 года прибыл в Сибу. Это привело к тому, что британское правительство решило сокрушить движение протеста раз и навсегда. В марте 1950 года все члены «13 столпов» были арестованы; непосредственные участники убийства были приговорены к смертной казни, прочие — к тюремному заключению.